# 陳松民
陳松民（1944年—），作曲家，漳州人，邵江海的學生，發表多篇研究鶴佬音樂的論文。
與陳彬 (歌仔戲)合作編寫《薌劇傳統曲調選》（人民音樂出版社，北京，1986年）專書，是第1本向全國發行的歌仔戲音樂專書，多次重印，頗有影響。
發表論文有論薌劇（歌仔戲）的音樂、歌仔戲七字調與雜碎調唱詞結構的變化與唱腔發展的關係等。